# Aparecido Donizete de Souza

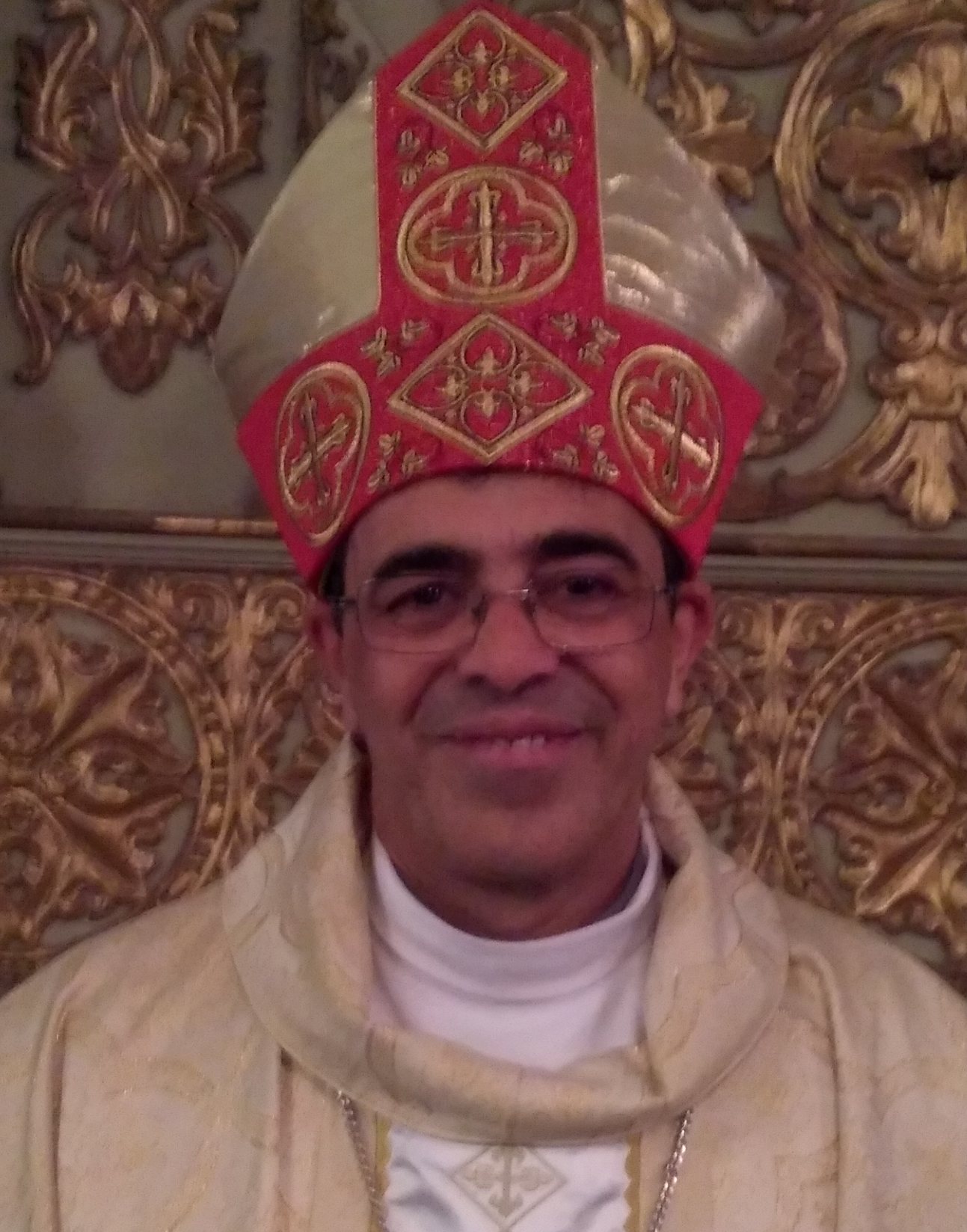
Aparecido Donizete de Souza, 2017

Aparecido Donizete de Souza (* 13. Januar 1964 in Primeiro de Maio, Paraná) ist ein brasilianischer römisch-katholischer Geistlicher und Weihbischof in Cascavel.

Wappen von Aparecido Donizeti de Souza.

## Leben
Aparecido Donizete de Souza studierte Philosophie am Philosophischen Institut in Apucarana und Katholische Theologie am Theologischen Institut Paulo VI in Londrina. Am 12. Dezember 1992 empfing er das Sakrament der Priesterweihe für das Bistum Cornélio Procópio.
Von 1992 bis 1993 war Aparecido Donizete de Souza zunächst als Pfarrvikar an der Kathedrale Cristo Rei in Cornélio Procópio tätig, bevor er 1993 Pfarrer der Pfarrei Nossa Senhora Aparecida in Leópolis und 1998 schließlich Pfarrer der Pfarrei Imaculada Conceição in Jataizinho wurde. 2001 wurde er für weiterführende Studien nach Rom entsandt, wo er 2003 an der Päpstlichen Fakultät Teresianum ein Lizenziat im Fach Spiritualität erwarb. Nach der Rückkehr in seine Heimat fungierte Aparecido Donizete de Souza als Rektor des Kleinen Seminars Menino Deus in Cornélio Procópio. Von 2007 bis 2011 war er Pfarrer der Pfarrei Sant’Ana in Sapopema. Anschließend wirkte er als Regens des Priesterseminars São José in Jataizinho. Ab 2014 war Aparecido Donizete de Souza Pfarrer der Pfarrei São Francisco de Assis in Cornélio Procópio sowie Spiritual am Priesterseminar São José und Verantwortlicher für die Pastoralliturgie im Bistum Cornélio Procópio.
Am 30. Dezember 2015 ernannte ihn Papst Franziskus zum Titularbischof von Macriana Minor und bestellte ihn zum Weihbischof in Porto Alegre. Die Bischofsweihe spendete ihm der Erzbischof von Porto Alegre, Jaime Spengler OFM, am 18. März 2016 in der Kathedrale Cristo Rei in Cornélio Procópio; Mitkonsekratoren waren der Bischof von Cornélio Procópio, Manoel João Francisco, und dessen Vorgänger Getúlio Teixeira Guimarães SVD. Sein Wahlspruch Sufficit tibi gratia mea („Meine Gnade genügt dir“) stammt aus 2 Kor 12,9 . Als Weihbischof in Porto Alegre war Aparecido Donizete de Souza zudem für das Vikariat Gravataí zuständig. Ferner war er Generalvikar und gehörte dem Priesterrat des Erzbistums Porto Alegre an.
Papst Franziskus bestellte ihn am 22. Juni 2022 zum Weihbischof in Cascavel.